# Karoran
Karoran é uma vila no distrito de Rupnagar, no estado indiano de Punjab.

## Demografia
Segundo o censo de 2001, Karoran tinha uma população de 20,351 habitantes. Os indivíduos do sexo masculino constituem 56% da população e os do sexo feminino 44%. Karoran tem uma taxa de literacia de 65%, superior à média nacional de 59.5%: a literacia no sexo masculino é de 73% e no sexo feminino é de 56%. Em Karoran, 15% da população está abaixo dos 6 anos de idade.